# Jan de Bruijn
Jan de Bruijn (Gemert, 1948) is historicus, was directeur van het Historisch Documentatiecentrum voor het Nederlands Protestantisme en tot 2015 bijzonder hoogleraar politieke geschiedenis aan de faculteit Rechtsgeleerdheid van de Vrije Universiteit in Amsterdam. 

## Carrière
De Bruijn studeerde rechten en geschiedenis aan de Rijksuniversiteit Groningen waar hij in 1979 promoveerde op het proefschrift Geschiedenis van de abortus in Nederland. Een analyse van opvattingen en discussies, 1600 -1979. Als onderzoeksmedewerker bij het Nederlands Agronomisch-Historisch Instituut te Groningen publiceerde hij in 1983 het boek Plakkaten van Stad en Lande, een overzicht van Groningse rechtsvoorschriften in de periode 1594-1795. In 1982 trad hij in dienst bij het Historisch Documentatiecentrum voor het Nederlands Protestantisme (1800-heden) (VU, Amsterdam). Samen met de toenmalige directeur George Puchinger gaf hij in 1985 de Briefwisseling Kuyper-Idenburg uit.
In 1986 werd De Bruijn directeur van het Historisch Documentatiecentrum, dat onder zijn leiding (tot 2003) werd uitgebouwd; als directeur van het centrum werd hij opgevolgd door George Harinck. Van 1993 tot 2015 was hij  als bijzonder hoogleraar in de politieke geschiedenis verbonden aan de faculteit Rechtsgeleerdheid van de Vrije Universiteit Amsterdam. Tevens publiceerde hij een aantal boeken en artikelen, met name over Nederlandse politici en theologen. 
De Bruijn was voorzitter van het Reveil Archief, dat zich bezighoudt met de studie van de Reveil-beweging uit de negentiende eeuw en haar betekenis op kerkelijk, sociaal en politiek gebied.

## Publicaties
- De sabel van Colijn. Biografische opstellen over religie en politiek in Nederland. Uitgeverij Verloren, Hilversum 2011.
- Wilhelmina formeert. De kabinetscrisis van 1907-1908. Uitgeverij Boom, Amsterdam 2011.
- Abraham Kuyper. Een beeldbiografie. Uitgeverij Bert Bakker, Amsterdam 2008.
- Het boetekleed ontsiert de man niet. Abraham Kuyper en de lintjesaffaire (1909-1910). Uitgeverij Bert Bakker, Amsterdam 2005.